# Hirayama (cràter)

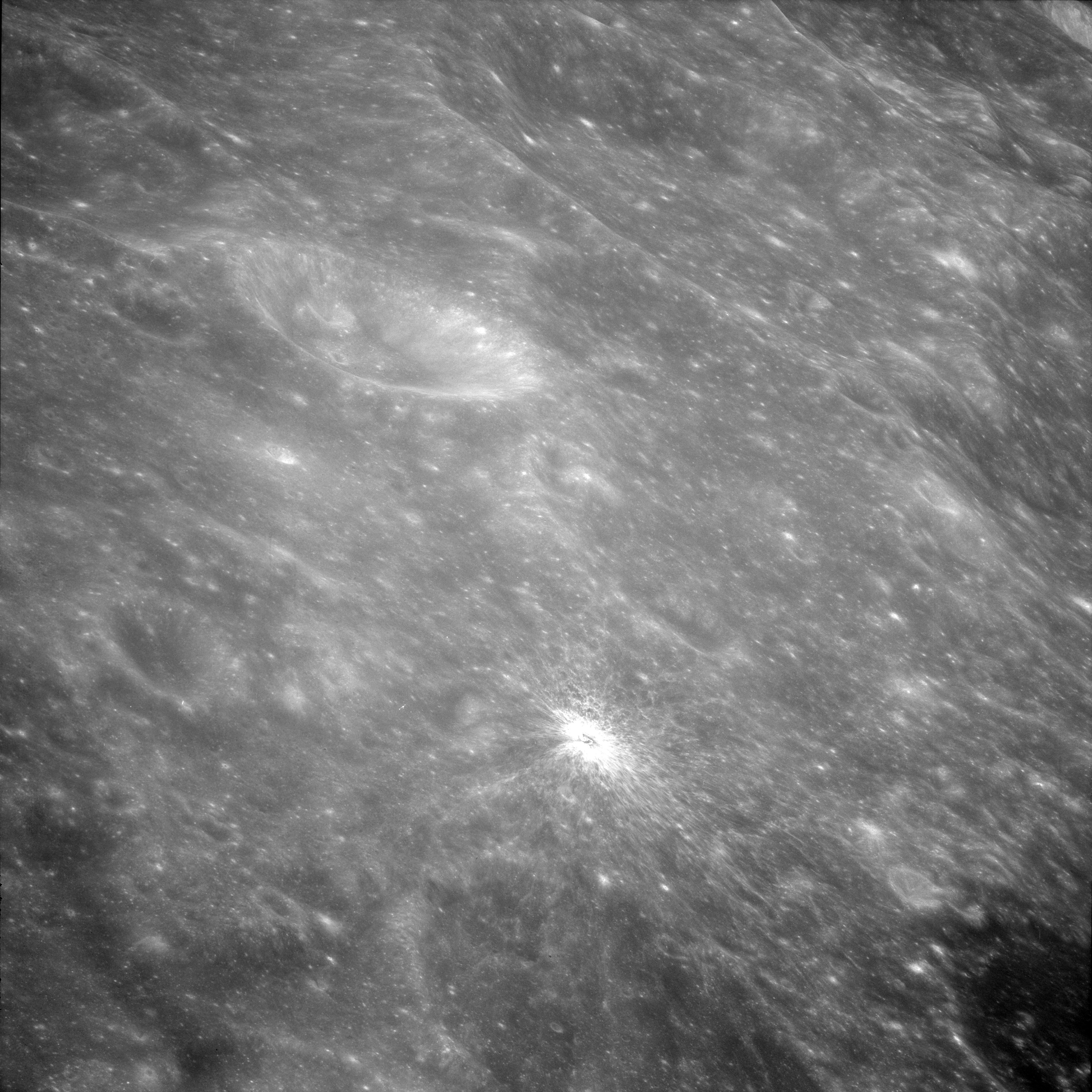
Cràters Hirayama Q i T. Fotografia de la missió Apol·lo 11.

Hirayama és un gran cràter d'impacte situat en la cara oculta de la Lluna, just més enllà de l'extremitat oriental. Aquesta regió de la superfície lunar és de vegades visible des de la Terra durant períodes de libració favorable, encara que s'observa molt millor des de naus en òrbita. Es troba en el costat sud-est de la Mare Smythii, al nord-est del cràter Brunner. Al nord-est de Hirayama apareix el cràter Wyld.

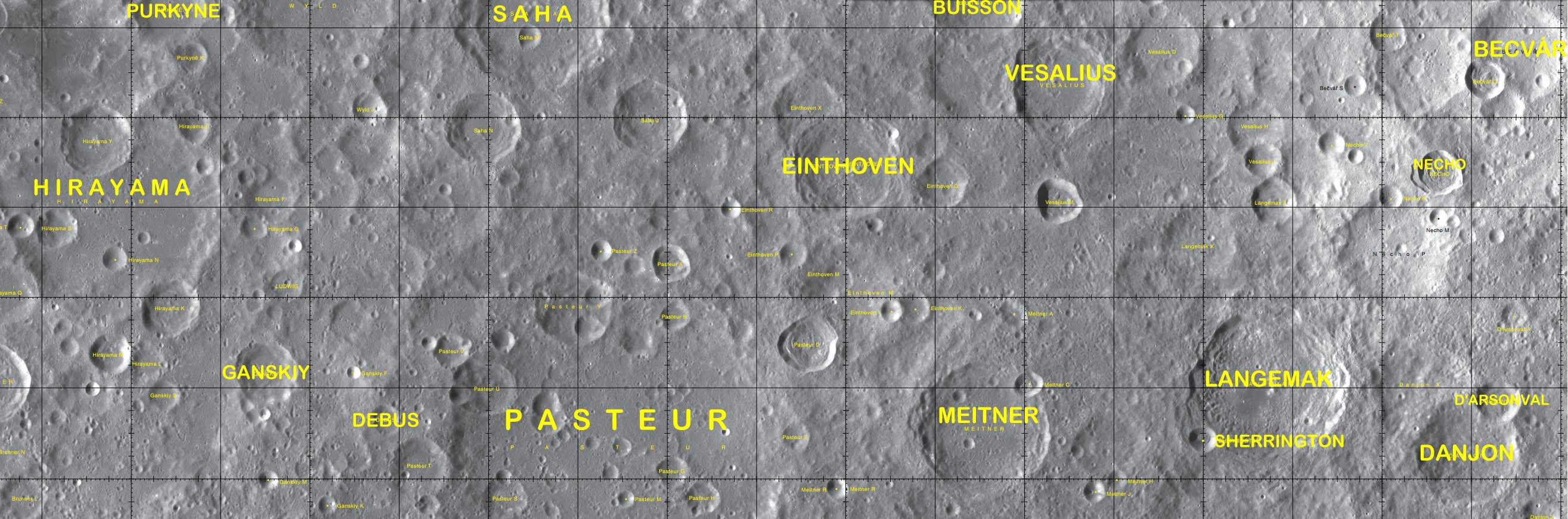
Localització d'Hirayama (esquerra). Fotografia de la missió Lunar Reconnaissance Orbiter

Es tracta d'un cràter desgastat i erosionat amb múltiples impactes que s'hi superposen a la vora exterior i al sòl interior. Hirayama K interromp el brocal cap al sud-est, i Hirayama C s'insereix sobre la vora en el seu costat nord-est. Al llarg de la vora exterior sud-oest apareix Hirayama Q. El petit Hirayama T està situat al costat de la paret interior occidental, amb Hirayama S tangent pel seu costat Est. El cràter Hirayama Y és adjacent a la paret interna nord d'Hirayama cobreix una part significativa de la plataforma interior nord. Diversos cràters més petits apareixen sobre el sòl, incloent a Hirayama N en el sud. En general, el sòl forma una superfície relativament plana dins de la paret interior.

## Cràters satèl·lit
Per convenció aquests elements s'identifiquen en els mapes lunars col·locant la lletra en el costat del punt mitjà del cràter que està més proper a Hirayama.
|          | \| Hirayama \| Coordenades \| Diàmetre \| \| -------- \| ---------------------------------- \| -------- \| \| C \| 4° 12′ S, 95° 24′ E / 4.2°S,95.4°E \| 23 km \| \| F \| 5° 48′ S, 97° 12′ E / 5.8°S,97.2°E \| 35 km \| \| G \| 6° 24′ S, 96° 48′ E / 6.4°S,96.8°E \| 18 km \| \| K \| 8° 18′ S, 94° 54′ E / 8.3°S,94.9°E \| 39 km \| \| L \| 9° 24′ S, 94° 24′ E / 9.4°S,94.4°E \| 24 km \| \| M \| 9° 12′ S, 93° 30′ E / 9.2°S,93.5°E \| 29 km \| \| N \| 7° 12′ S, 93° 36′ E / 7.2°S,93.6°E \| 17 km \| \| Q \| 8° 00′ S, 91° 18′ E / 8.0°S,91.3°E \| 40 km \| \| S \| 6° 30′ S, 92° 18′ E / 6.5°S,92.3°E \| 29 km \| \| T \| 6° 24′ S, 91° 30′ E / 6.4°S,91.5°E \| 18 km \| \| Y \| 4° 30′ S, 93° 12′ E / 4.5°S,93.2°E \| 50 km \| |          |
| Hirayama | Coordenades | Diàmetre |
| C        | 4° 12′ S, 95° 24′ E / 4.2°S,95.4°E | 23 km    |
| F        | 5° 48′ S, 97° 12′ E / 5.8°S,97.2°E | 35 km    |
| G        | 6° 24′ S, 96° 48′ E / 6.4°S,96.8°E | 18 km    |
| K        | 8° 18′ S, 94° 54′ E / 8.3°S,94.9°E | 39 km    |
| L        | 9° 24′ S, 94° 24′ E / 9.4°S,94.4°E | 24 km    |
| M        | 9° 12′ S, 93° 30′ E / 9.2°S,93.5°E | 29 km    |
| N        | 7° 12′ S, 93° 36′ E / 7.2°S,93.6°E | 17 km    |
| Q        | 8° 00′ S, 91° 18′ E / 8.0°S,91.3°E | 40 km    |
| S        | 6° 30′ S, 92° 18′ E / 6.5°S,92.3°E | 29 km    |
| T        | 6° 24′ S, 91° 30′ E / 6.4°S,91.5°E | 18 km    |
| Y        | 4° 30′ S, 93° 12′ E / 4.5°S,93.2°E | 50 km    |